# Brenda Hale, Baroness Hale of Richmond

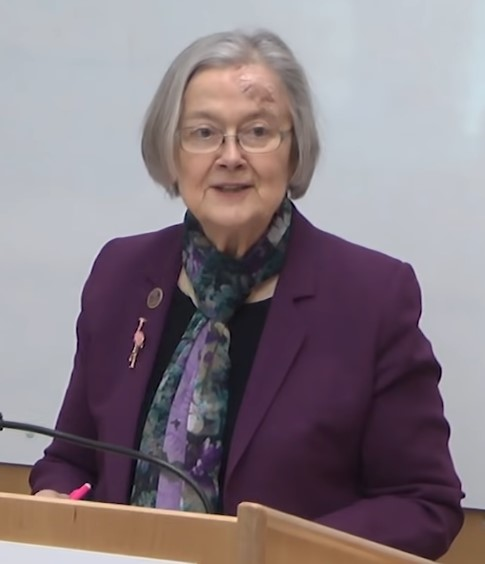
Brenda Hale (2019)

Brenda Marjorie Hale, Baroness Hale of Richmond, DBE, QC, PC, FBA (* 31. Januar 1945 in Yorkshire) ist eine britische Rechtswissenschaftlerin, Barristerin und ehemalige Präsidentin des Obersten Gerichtshofes des Vereinigten Königreichs. 2004 trat sie als Lord of Appeal in Ordinary ins House of Lords ein. Sie war die einzige Frau, die jemals dieses Amt ausübte. Bis 2009 war sie als Lordrichterin tätig und wechselte dann mit den anderen Lordrichtern an den neuen Supreme Court. Sie war die erste Frau am Supreme Court und ist die höchstrangige Richterin in der Geschichte der britischen Justiz. Von 2017 bis 2020 war sie Präsidentin, zuvor von 2013 bis 2017 Vizepräsidentin des Obersten Gerichtshofs.

## Leben und Karriere
Hale wurde 1945 in Yorkshire als eine von drei Töchtern geboren. Beide Eltern wurden Schulleiter. Hale besuchte die Richmond High School for Girls in Richmond und studierte später am Girton College, wo sie ihr Jurastudium als Klassenbeste abschloss.
1966 wurde sie Assistant Lecturer in Rechtswissenschaft an der University of Manchester.
Hale wurde 1969 als Anwältin zugelassen und wurde 1994 Bencher.
1968 wurde sie Dozentin (Lecturer) und 1976 Senior Lecturer.
1981 wurde sie Reader.
Von 1978 bis 1984 war sie Joint General Editor des Journal of Social Welfare Law.
Hale war von 1980 bis 1984 Mitglied des Council of Tribunals.
Hale war nach ihrer Zulassung lange in Teilzeit als Barrister rechtsanwaltlich tätig, währenddessen sie 18 Jahre lang überwiegend im akademischen Bereich arbeitete. Schließlich war sie von 1986 bis 1989 Professorin für Rechtswissenschaften in Manchester. Bereits 1984 war sie als erste Frau zum jüngsten Mitglied der Law Commission ernannt geworden. In den neun Jahren ihrer Kommissionstätigkeit beaufsichtigte und begutachtete sie eine Reihe von bedeutenden Reformen im Familienrecht. 1989 wurde sie Kronanwältin.

## Justizkarriere / Mitgliedschaft im House of Lords
Hale wurde 1989 Assistant Recorder, eine Teilzeit-Richterin und blieb dies bis 1989. 1994 wurde sie Richterin an der Familienabteilung (Family Division) des High Court of Justice.
Mit ihrer Ernennung erfolgte auch die übliche Erhebung in den Adelsstand als Dame Commander des Order of the British Empire (DBE).
Von 1990 bis 1993 war sie Mitglied der Human Fertilisation and Embryology Authority. Seit 1994 ist sie Präsidentin der National Family Mediation, wo sie von 1989 bis 1993 Vorsitzende (Chairman) war.
Von 1997 bis 1999 war sie Verbindungsrichterin für den Familienbereich in London.
1999 wurde Hale nach Elizabeth Butler-Sloss als zweite Frau Mitglied des Court of Appeal und zur gleichen Zeit Mitglied des Privy Council.
Von 2002 bis 2003 war sie Vorsitzende (Chair) des Management Committee beim Royal Courts of Justice Advice Bureau.
Am 12. Januar 2004 wurde sie zum ersten weiblichen Lord of Appeal in Ordinary und zur Life Peeress als Baroness Hale of Richmond, of Easby in the County of North Yorkshire, ernannt, unter dem Appellate Jurisdiction Act 1876. Die offizielle Einführung ins House of Lords erfolgte am 12. Januar 2004 mit der Unterstützung von Brian Flowers und Onora O’Neill.
Sie nahm zuletzt am 29. November 2005 an einer Abstimmung teil. Im Zeitraum von 2004 bis 2009 war Hale nur sehr vereinzelt anwesend.
- Sitzungsperiode 2003/2004: 3 Tage
- Sitzungsperiode 2004/2005: 3 Tage
- Sitzungsperiode 2005/2006: 3 Tage
- Sitzungsperiode 2006/2007: 1 Tag
- Sitzungsperiode 2007/2008: 1 Tag
- Sitzungsperiode 2008/2009: 0 Tage

Für die Zeit ihrer Tätigkeit als Richterin am Supreme Court war sie seit 2009 von der Teilnahme im Oberhaus ausgeschlossen. Im Juni 2013 wurde sie, als Nachfolgerin von David Hope, Baron Hope of Craighead, Vizepräsidentin des Supreme Court. Im September 2017 wurde sie Präsidentin des Gerichts als Nachfolgerin von David Edmond Neuberger, Baron Neuberger of Abbotsbury. Im Januar 2020 endete ihre Tätigkeit am Supreme Court mit Erreichen der Altersgrenze. Sie war bis 2018 (als Mary Arden, Lady Arden of Heswall dem Obersten Gerichtshof ansässig wurde) die erste und bislang einzige Frau, die dieses Amt bekleidet hat.

## Familie, Sonstiges
1968 heiratete sie Anthony Hoggett, einen Juradozenten an der University of Manchester, mit dem sie eine Tochter hat.
Die Ehe wurde 1992 geschieden.
Im selben Jahr heiratete sie Julian Farrand, einen früheren Juraprofessor in Manchester und Kollegen von ihr in der Law Commission.
Im November 2016, sechs Monate nach dem Brexit-Referendum, äußerte sie, dieses Referendum sei rechtlich für das Parlament nicht bindend, sondern formal eine „beratende“ Volksbefragung. Diese Äußerung fand breite öffentliche Rezeption.

## Weitere Ämter und Ehrungen
Von 1997 bis 2005 war sie Visiting Fellow des Nuffield College der Oxford University.
Hale ist Kanzlerin der University of Bristol und Visitor des Girton College, in dieses Amt wurde sie 2004 gewählt. Am Girton College war sie von 1996 bis 2004 Honorary Fellow.
Sie ist Mitglied des Athenaeum Club.
Seit 2008 ist sie gewählte Präsidentin der International Association of Women Judges.
Von 1987 bis 2002 war sie Managing Trustee der Nuffield Foundation.
Sie ist Trägerin mehrerer Ehrendoktortitel. 1989 wurde sie Doktor der Rechtswissenschaften (Hon LLD) der University of Sheffield, 1996 von der London Guildhall University, 1997 von der University of Manchester, 2002 von der University of Bristol, 2005 von der University of Cambridge und 2006 von der University of Hull. Außerdem ehrten sie 2007 das King’s College London, City University London, University of Oxford und die University of Reading, sowie 2008 das College of Law, University of the West of England, 2009 die University of Huddersfield und die University of Sussex, sowie 2010 die University of Salford und 2011 die University of Glasgow mit diesem Titel. 2005 erhielt sie den Ehrendoktortitel Doctor of the University der University of Essex.
Hale wurde 2004 Honorary Fellow der British Academy und 2007 Honorary Fellow des Royal College of Psychiatrists.

## Veröffentlichungen
- Mental Health Law. 5. Auflage, Sweet & Maxwell, Thomson Reuters, London 2010, ISBN 978-0-414-04169-1.
- Parents and Children. The law of parental responsibility, Sweet  Maxwell, London 1993, ISBN 0421483202.
- The Family Law and Society – Cases and Materials, Oxford University Press, 1983, 6. Auflage 2008, ISBN 978-0-19-920424-3 (mit D. S. Pearl)
- Women and the Law, Robertson, Oxford 1984, ISBN 0855201819 (mit S. Atkins)
- From the Test-tube to the Coffin – Choice and Regulation in Private Life, Sweet & Maxwell, (The Hamlyn Lectures, 1996), ISBN 978-0-421-58270-5.
- Lebenswege: Life of the Lady Law Lord. In: Zeitschrift für Europäisches Privatrecht, 2024, S. 129–160.